# About Thieves, Farmers, Tramps and Policemen
About Thieves, Farmers, Tramps and Policemen è il primo album studio del gruppo indie rock Zen Circus, pubblicato con il nome The Zen nel 1998.

## Il disco
È il primo album del gruppo, che all'epoca si chiamava The Zen ed era composto da Andrea Appino (chitarra e voce) e Marcello "Teschio" Bruzzi (batteria), ed è l'unico registrato prima dell'entrata nella band di Massimiliano "Ufo" Schiavelli (basso) e del cambio di nome.
Il disco è stato autoprodotto da Appino e Teschio che crearono così l'etichetta indipendente Iceforeveryone Records, e venne registrato nella sala prove allestita al primo piano del centro sociale Macchia Nera di Pisa dai due. La maggior parte delle copie furono vendute nei Paesi Bassi dove Appino si era trasferito.

## Tracce
1. Regeneration/Someone Else's Shoes
2. Mexican Requiem
3. Jack
4. Beautyful & Warm
5. Too Sweet Coffee
6. It Rains Over Delft
7. Life is a Train
8. Sucker (les Jours de la Haine)
9. Gipsybabe
10. En la estacion
11. Ceilidh

## Formazione
- Andrea Appino - voce, chitarra, banjo
- Marcello "Teschio" Bruzzi - batteria
- Emiliano "Fufù" Valente - basso